# Dietrich Bartsch
Dietrich Bartsch (* 10. März 1979 in Weißenfels) ist ein deutscher Pianist, Komponist und Kapellmeister für Schauspiel.

## Leben
Bartsch besuchte die Spezialschule für Musik Halle (Saale) von 1991 bis 1995, legte im Goethe-Gymnasium in Weißenfels sein Abitur 1997 ab. Beim Bundeswettbewerb „Jugend musiziert“ in Leipzig 1997 erhielt er den 1. Preis. Von 1997 bis 2003 studierte er an der Hochschule für Musik und Theater „Felix Mendelssohn Bartholdy“ Leipzig die Fächer Klavierpädagogik bei Joel Shapiro und Markus Tomas sowie Korrepetition bei Horst Böhm und Peter Jarchow. Von 1997 bis 1999 war er Mitglied im GewandhausChor Leipzig.
Bartsch arbeitete ab 2000 in Werkverträgen an der Hochschule für Schauspielkunst „Ernst Busch“ Berlin (Abteilung Choreographie), von 2004 bis 2008 mit Lehraufträgen in den Abteilungen Schauspiel, Regie und Choreographie.
2003 war er an der Neuköllner Oper in der Produktion „Così fan tutte“ (Regie: Robert Lehmeier) als darstellender Pianist engagiert, die 2004 zu den Wiener Festwochen eingeladen wurde. Ab der Spielzeit 2005 bis 2006 wurde diese Produktion am Schauspielhaus Hamburg gespielt. 2007 schrieb er die Fassung und leitete im Theater Vorpommern als musikalischer Leiter die Produktion „Carmen – ein Kammerspiel“ (Regie: Susanne Knapp). Von 2007 bis 2009 studierte er Schauspiel an der Berliner Schule für Schauspiel.
2008 arbeitete er in der Drehbühne Berlin, wo er in der Produktion „Verrückte Zeiten – Hommage an Charlie Chaplin“ in Koproduktion mit dem Admiralspalast Berlin als Pianist (musikalische Leitung), Komponist und Schauspieler tätig war. Die Produktion gastierte 2009 am Kleist Forum Frankfurt (Oder).
In Gastspielen trat er im Gran Teatre del Liceu Barcelona (Spanien) und im Theater am Stadtgarten Winterthur (Schweiz) auf.
Von 2009 bis 2011 war er am Konzerthaus Berlin engagiert, wo er in der Produktion „Schumanns Kinderszenen“ von Gotthart Kuppel (Regie: Antje Siebers) als Schauspieler und Pianist arbeitete.
2010 arbeitete er mit dem Schauspieler Jeffrey von Laun und Christoph Fortmann in den Produktionen „Ein bisschen bi schadet nie“ und „Exotic fruits“ als Autor, Produzent, Pianist und Schauspieler, die in der Kleinen Nachtrevue und im Club Aviator Berlin aufgeführt wurden.
Mit Peter Dorsch (Regie) konzipierte er 2010 als musikalischer Leiter „Après Ski“ für das Landestheater Schwaben. Im April 2011 erarbeitete er mit Steffi Plattner und Paola Trischmann den Liederabend "Ich Traumich" für das Lincoln Theater Worms. 2011 arbeitete er am Schleswig-Holsteinischen Landestheater als Musikalischer Leiter der Produktion "Let it be(atles)". Seit 2012 arbeitet er als Schauspielkapellmeister und Leiter der Schauspielmusik am Schleswig-Holsteinischen Landestheater unter der Intendanz von Peter Grisebach und dem Schauspieldirektor Wolfram Apprich.
In der Produktion "Emmy Hennings – Ein Leben am Rande von DADA" – Uraufführung am 11. April 2014 – war Dietrich Bartsch als Autor, Komponist und Regisseur tätig.

## Aufführungen (Auswahl)
- 2000–2010  „Anita Berber“ Kleine Nachtrevue Berlin
- 2002–2011 „Die Georg Kreisler Show“ Kleine Nachtrevue Berlin
- 2003–2004 „Così fan tutte“ Neuköllner Oper Berlin
- 2005–2006 „Così fan tutte“ Schauspielhaus Hamburg
- 2007 „Carmen ein Kammerspiel“ von Georges Bizet am Theater Vorpommern
- 2007–2011 „Die Marlene-Tauber-Story“ Kleine Nachtrevue Berlin
- 2008 „Verrückte Zeiten. Hommage an Charlie Chaplin“ Admiralspalast Berlin
- 2009–2011 „Schumanns Kinderszenen“ Konzerthaus Berlin
- 2010 „Ein bisschen bi schadet nie“ Lila Produktions GbR
- 2010 „Exotic fruits“ fruits berlin GbR
- 2010–2011 „Apres Ski - Hände zum Himmel“ Landestheater Schwaben
- 2011 „Ich TraumIch“ Lincoln Theater Worms
- 2011 „Let it be(atles)“ Schleswig-Holsteinisches Landestheater
- 2012 „Elling“ Schleswig-Holsteinisches Landestheater
- 2012 „Was ihr wollt“ Schleswig-Holsteinisches Landestheater
- 2012 „Manche mögens wilder“ Musikalischer Abend über Billy Wilder am Schleswig-Holsteinischen Landestheater
- 2012 „Die Schneekönigin“ Märchen nach H. C. Andersen am Schleswig-Holsteinischen Landestheater
- 2012 „Illusionen.Alexandra.“ Musikalischer Abend über Doris Alexandra Nevjedow am Schleswig-Holsteinischen Landestheater
- 2012 „Beate U.-Uraufführung“ Schleswig-Holsteinisches Landestheater
- 2013 "Der Untergang der Titanic" von Hans-Magnus Enzensberger am Schleswig-Holsteinischen Landestheater
- 2014 "Emmy Hennings – Ein Leben am Rande von DADA" Uraufführung am Schleswig-Holsteinischen Landestheater
- 2014 "Kleiner Mann, was nun" von Hans Fallada am Schleswig-Holsteinischen Landestheater
- 2014 "Elternabend" von Peter Lund und Thomas Zaufke am Schleswig-Holsteinischen Landestheater
- 2015 "Der goldene Drache" von Roland Schimmelpfennig am Schleswig-Holsteinischen Landestheater
- 2015 "Lola" nach dem Film von Rainer Werner Fassbinder am Schleswig-Holsteinischen Landestheater
- 2015 "Heiße Zeiten" am Schleswig-Holsteinischen Landestheater

## Veröffentlichungen
- 2008 „Bloß nicht improvisieren! Bloß nicht!“ Vdm Verlag Dr. Müller, ISBN 978-3-639-01478-5